# Teraz i w każdą godzinę
Teraz i w każdą godzinę – polski telewizyjny film fabularny z 1972 roku w reżyserii Huberta Drapelli.

## Fabuła
Opowieść o odpowiedzialnej pracy Pogotowia Lotnictwa Sanitarnego. W trudnych warunkach pogodowych, bez wystarczającej widoczności, dyrektor pogotowia (Michał Pawlicki) decyduje się na przetransportowanie ciężko poparzonego człowieka do Warszawy, z odległej o kilkaset kilometrów miejscowości. Zabiera ze sobą dyżurną lekarkę (Marta Ławińska), dla której jest to pierwszy przelot.

## Obsada
- Marta Ławińska – doktor Teresa
- Michał Pawlicki – Wiktor, dyrektor Pogotowia Lotnictwa Sanitarnego
- Edward Lubaszenko – lekarz
- Mieczysław Łoza – milicjant
- Bogdan Niewinowski – lekarz
- Janusz Paluszkiewicz – mechanik prądzyński
- Eugeniusz Priwieziencew – kierowca sanitarki
- Tomasz Zaliwski – dyspozytor Andrzej
- Tadeusz Skorulski – pułkownik, dowódca wojskowego lotniska